# Berger Straße
Die Berger Straße ist die längste Einkaufsstraße in Frankfurt am Main. Die 2,9 km lange Straße verbindet die Frankfurter Innenstadt mit dem Stadtteil Seckbach und führt durch die Stadtteile Nordend und Bornheim.

## Geschichte

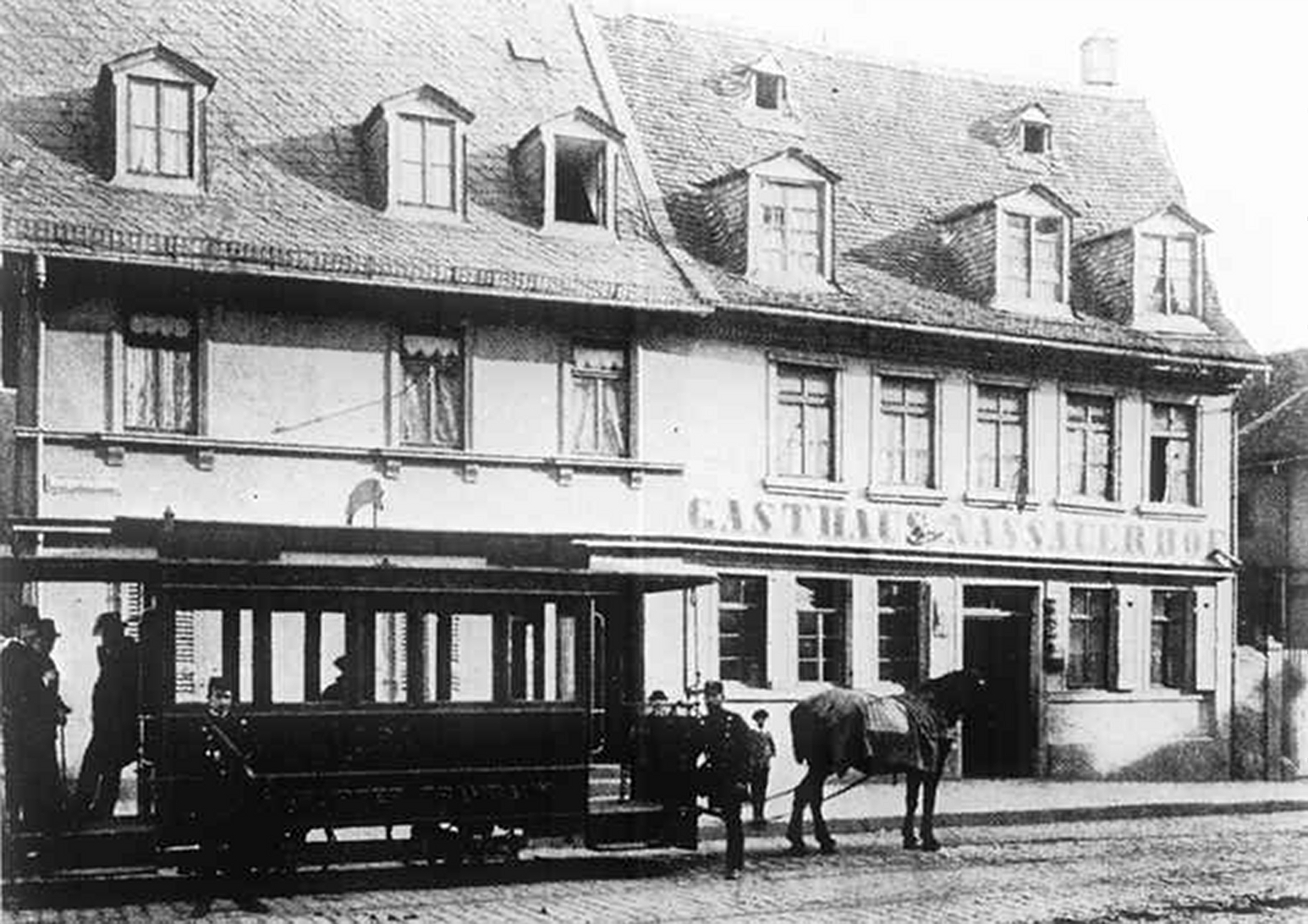
Pferdebahn der FTG an der Endhaltestelle Bornheim Schule vor dem Nassauer Hof (heute: Solzer) in der Berger Straße, ab 1881

Der Name Berger Straße leitet sich von der Ortschaft Bergen ab, die seit ihrer Eingemeindung im Jahr 1977 den nördlichen Teil des Frankfurter Stadtteils Bergen-Enkheim bildet. Die Berger Straße trägt seit 1862 ihren gegenwärtigen Namen. Sie verläuft unter anderem dort, wo sich bis ins späte 19. Jahrhundert die Bornheimer Heide befunden hatte, von der im Jahr 1785 der erste Heißluftballon in Deutschland gestartet war.
Die „Untere Berger“ (der untere Teil der Berger Straße von der Friedberger Anlage bis zur Höhenstraße) ist Veranstaltungsort des jährlich im Sommer veranstalteten Bergerstraßenfestes. Am Uhrtürmchen, gelegen nahe der U-Bahn-Station Bornheim Mitte, findet mittwochs und samstags der Bornheimer Wochenmarkt statt, und die obere Berger Straße ist Schauplatz des Bornheimer Weinfestes und der jährlichen Bernemer Kerb (Bornheimer Kirmes).

## Lage

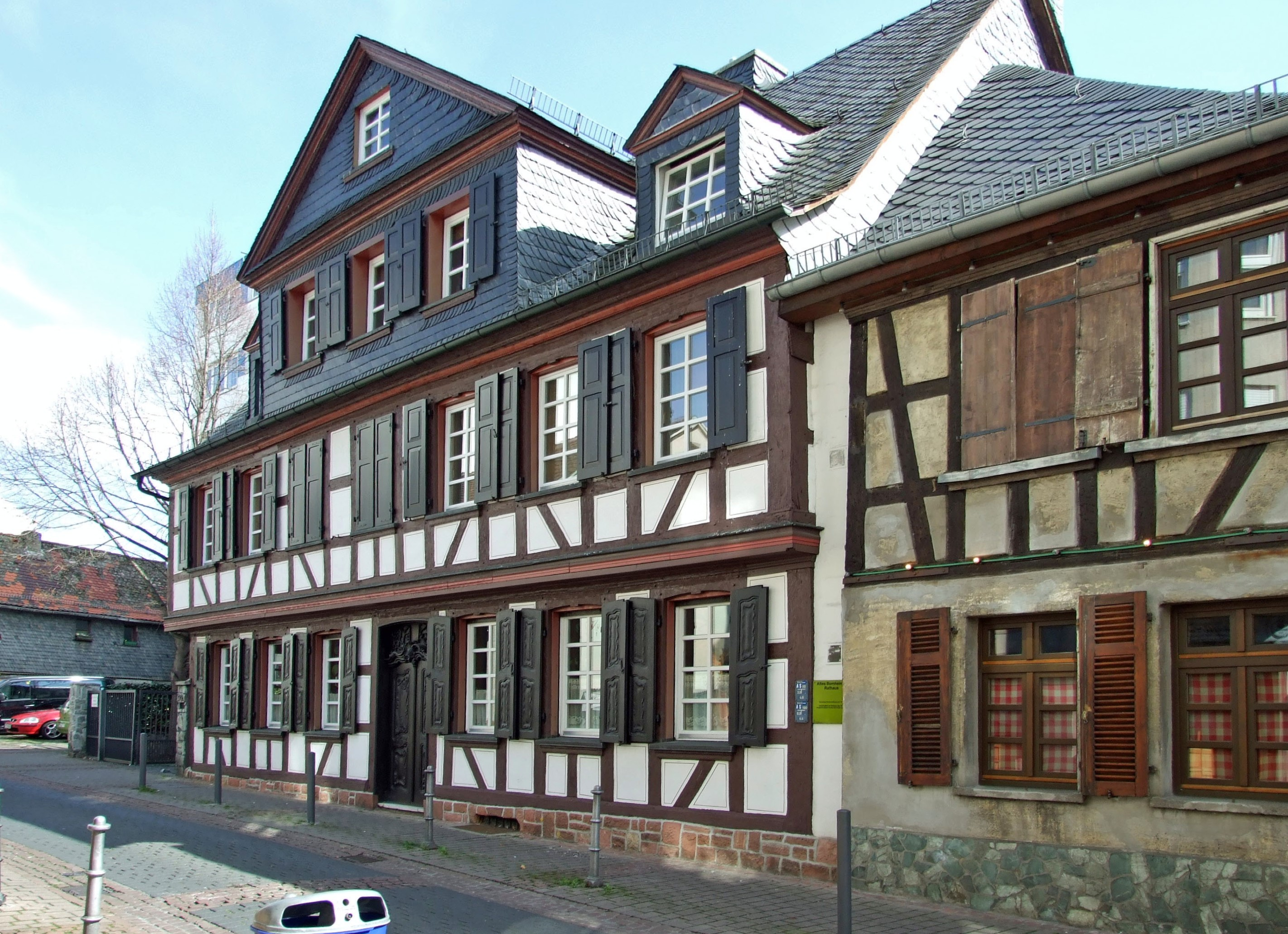
Das Alte Bornheimer Rathaus an der Berger Straße

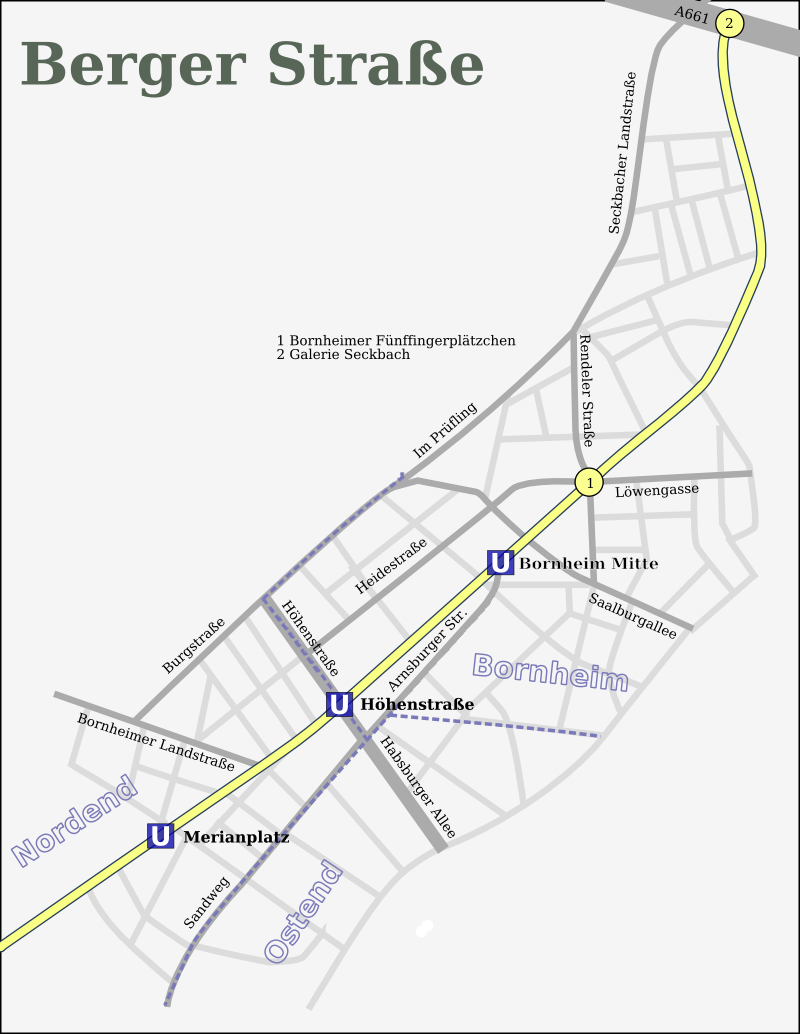
Verlauf der Straße

Die Berger Straße beginnt am Frankfurter Anlagenring, genauer an der Friedberger Anlage, und verläuft von dort aus in nordöstlicher Richtung. Dabei weist sie ein sehr unterschiedliches Straßenbild auf. In der unteren Berger Straße, Richtung Innenstadt, wechselten sich Szene-Kneipen mit kleinen Boutiquen und Fachgeschäften ab. Sehenswert ist in diesem Abschnitt der Bethmannpark mit dem von Tom Koenigs getauften Garten des Himmlischen Friedens, eine der wenigen chinesischen Gartenanlagen Deutschlands. Anfang 2015 zeichnete sich dieser Abschnitt durch zunehmende Leerstände aus. Zwischen dem Merianplatz und der Höhenstraße ist die Berger Straße noch geprägt durch Geschäfte und Gastronomie von Einzelunternehmern.
Die obere Berger Straße ist ein traditionelles Kneipenviertel mit vielen ehemaligen alten Apfelweingaststätten. Dort bestimmen Fachwerkhäuser das Bild. Die Berger Straße endet an der Sportanlage der SG Bornheim Grün-Weiss als Fußweg auf der Galerie Seckbach über der Bundesautobahn 661. In Seckbach schließt sich die Wilhelmshöher Straße an.

## Schwierige Situation für den Einzelhandel
Zwischen der Höhenstraße und dem Bornheimer Fünffingerplätzchen war die Berger Straße bis zum 16. November 2013 geprägt von einem Kaufhaus des Elektrokonzerns Saturn und Geschäften anderer Ketten, der St.-Josefs-Kirche, dem inzwischen ebenfalls geschlossenen Berger-Kino und dem verkehrsberuhigten Platz um das Uhrtürmchen, dem Bornheimer Marktplatz. Auch hier nehmen der Leerstand und der Umsatzrückgang inzwischen jedoch zu.
Bis zum Jahr 2025 schlossen oder schließen im Zentrum des Stadtteiles Bornheim auf der Berger Straße immer mehr alteingesessene Läden, wie in der Oberen Berger Straße nach 53 Jahren die erste Pizzeria oder nach 43 Jahren ein Juwelier-Geschäft. Grund sind in der Regel starke Mieterhöhungen nach Eigentümer-Wechseln. Eine Buchhandlung beispielsweise bekam eine Mieterhöhung um das Doppelte und eine Androhung der Räumung, konnte jedoch in der Nähe ein neues Mietobjekt finden und so die Geschäftsaufgabe verhindern. 100 Quadratmeter Mietfläche kosteten Anfang 2025 bereits 7000 € Miete im Monat, was im traditionellen Einzelhandel normalerweise nicht zu erwirtschaften ist. Kleinunternehmer müssen teilweise aufgeben, da der hohe Mietdruck etwa eine Schließung während des Urlaubs nicht mehr ermöglicht. Auch ein Bio-Supermarkt in bester Lage musste bereits aufgeben. Die Lage für Gewerbetreibende ist angespannt. Folge ist, dass immer mehr große Ketten oder Fast-Food-Läden auf der Berger Straße andere Geschäfte verdrängen. Selbst größere Einzelhändler haben gegen große Unternehmen von außerhalb keine Chance mehr. Ein traditionelles Kaufhaus im Familienbesitz, das 1876 aus einer Spenglerei hervorging und heute Haushaltswaren und Spielwaren anbietet kann sich jedoch nach 140 Jahren dem allgemeinen Trend noch widersetzen.

## ÖPNV
Unter der Berger Straße verkehrt seit 1980 die U-Bahn-Linie U4. Die zwei Tunnelröhren für die beiden Fahrtrichtungen verlaufen anders als die meisten anderen U-Bahn-Tunnels nicht neben-, sondern übereinander. Grund für diese Bauweise ist die geringe Breite der Straße. Auf der Berger Straße bedient die U4 drei Stationen. Die Stationen, die ansonsten in gleichem Stil gestaltet sind, unterscheiden sich durch ihre Farbgebung. Der U-Bahnhof Merianplatz nahe dem unteren Ende der Straße ist in verschiedenen Grüntönen gefliest, der U-Bahnhof Höhenstraße am Alleenring ist rot gestaltet, und der U-Bahnhof Bornheim Mitte an der Saalburgstraße erstrahlt in Gelb.